# Chocolate (Kylie Minogue)
"Chocolate" spora je pop–dance pjesma australske pjevačice Kylie Minogue. Objavljena je kao četvrti i posljednji singl s njenog devetog studijskog albuma Body Language u lipnju 2004. godine u izdanju diskografskih kuća Parlophone i Mushroom Records. 

## O pjesmi
Pjesmu su napisali britanski tekstopisci Karen Poole i Johnny Douglas. Producirao ju je Douglas i primila je podijeljene kritike glazbenih kritičara. 
Pjesma je dospjela na prvo mjesto u Ukrajini i Čileu, i jedno od prvih 10 u Mađarskoj, Rumunjskoj, Rusiji i Ujedinjenom Kraljevstvu.
Rana verzija pjesme uključujući Ludacrisov rep snimljena je, ali nije korištena na albumu. Jednominutna snimka postavljena je na Internet u srpnju 2006. godine. 
Minogue je izvodila pjesmu na sljedećim koncertnim turnejama:
- Showgirl: The Greatest Hits Tour
- Showgirl: The Homecoming Tour

Pjesma je također izvedena na televizijskom koncertu iz 2003. godine, Money Can't Buy.

### Uspjeh na top ljestvicama
28. lipnja 2004. godine, pjesma "Chocolate" objavljena je kao singl u Ujedinjenom Kraljevstvu. Pjesma postala je Minoguein 27. singl koji je dospio na jedno od prvih 10 mjesta kad je debitirala na 6. mjestu na britanskoj top ljestvici UK Singles Chart, i provela je ukupno sedam tjedana na jednom od prvih 25 mjesta te ljestvice. Izvan Ujedinjenog Kraljevstva, pjesma je imala skroman uspjeh. Dospjela je na 14. mjesto u Italiji, i dospjela izvan prvih 20 mjesta u Francuskoj, Njemačkoj i Irskoj. Airplay bio je ograničen i zato pjesma nije mogla proći na jedno od prvih 20 mjesta na mnogo teritorija.
12. srpnja 2004. godine, pjesma "Chocolate" objavljena je kao singl u Australiji i dospjela na 14. mjesto na tamošnjoj ARIA ljestvici. Provela je ukupno 4 tjedna na jednom od prvih 50 mjesta, i tako postala Minoguein prvi singl koji na toj ljestvici nije dospio na jedno od prvih 10 mjesta poslije "Your Disco Needs You" iz 2001. godine.

## Popis pjesama
| UK CD singl 1 1. "Chocolate" (radijski edit) - 4:02 2. "Love at First Sight" (uživo na koncertu Money Can't Buy) - 4:57 UK CD singl 2 1. "Chocolate" (radijski edit) - 4:02 2. "City Games" - 3:42 3. "Chocolate" (Tom Middleton Cosmos mix) - 7:29 4. "Chocolate" (EMO mix edit) - 4:31 5. "Chocolate" spot Australski CD singl 1. "Chocolate" (radijski edit) - 4:02 2. "City Games" - 3:42 3. "Chocolate" (Tom Middleton Cosmos mix) - 7:29 4. "Chocolate" (EMO mix edit) - 4:31 5. "Love at First Sight" (uživo na koncertu Money Can't Buy) - 4:57 6. "Chocolate" spot | UK 12" picture disk 1. "Chocolate" (Tom Middleton Cosmos mix) - 7:29 2. "Chocolate" (radijski edit) - 4:02 3. "Chocolate" (EMO mix) - 6:54 'UK 12" bijeli izdavačev promotivni 1. "Chocolate" (Tom Middleton Mix) 2. "Chocolate" (EMO Mix) 3. "Chocolate" (EMO Dub) Ostale službene inačice 1. "Chocolate" (3:13 Edit) (pojavljuje se na nekim izdanjima Now 58) 2. "Chocolate" (originalna Ludacrisova rep inačica) 3. "Chocolate" (EMO dub) |

## Videospot
Spot za pjesmu snimljen je pod redateljskom palicom Dawna Shadfortha 6. i 7. lipnja 2004. godine u Londonu, uz probe 6 dana prije nego što je počelo snimanje. Spot sadrži uređenu pjesmu, onu inačicu koja se čuje na singlu. Prikazuje Minogue kako izvodi jazz plesne pokrete s pomoćnim plesačima. Spot je posvećen MGM glazbenicima 1950-tih, i vidi se ponovni Minoguein rad s njenim koreografom Michaelom Rooneyem koji je prije radio s njom na spotu za njenu pjesmu "Can't Get You Out of My Head" iz 2001. godine. 
Spot je bio manji hit na glazbenim kanalima. Iako nije postigao uspjeh svojim prethodnika, dospio je između prvih 20 mjesta u Ujedinjenom Kraljevstvu na ljestvicama u Ujedinjenom Kraljevstvu - 11. mjesto na TV airplay ljestvici i 13. na ljestvici europskog MTV-ja.
Inačica pjesme korištena u spotu (također i na radiju) ponovno je snimljena da bude kraća od one na albumu. Sadrži promijenjene instrumentale s novijim vokalima.

## Top ljestvice
| Top liste (2004.)      | Najviša pozicija |
| ---------------------- | ---------------- |
| Australija             | 14               |
| Austrija               | 58               |
| Belgija (Flandrija)    | 53               |
| Belgija (Valonija)     | 42               |
| Francuska              | 69               |
| Irska                  | 26               |
| Italija                | 14               |
| Nizozemska             | 45               |
| Njemačka               | 43               |
| Švicarska              | 53               |
| Ujedinjeno Kraljevstvo | 6                |

## Povijest objavljivanja
| Regija     | Datum            |
| ---------- | ---------------- |
| Europa     | 28. lipnja 2004. |
| Australija | srpanj 2004.     |

## Impresum
Sljedeći ljudi doprinijeli su snimanje pjesme "Chocolate":
- Kylie Minogue – glavni vokali
- Johnny Douglas – produkcija, mikseta, svi instrumenti, pozadinski vokali
- Dave Clews – programiranje, protools, vokalna tehnika
- A Guevara - MC
- Geoff Pesh - dirigiranje